# Lupinus bicolor
Espèce
Synonymes
- Lupinus bicolor subsp. bicolor[1]
- Lupinus bicolor (Eastw. ex C. P. Sm.) D. B. Dunn[2]
- Lupinus hirsutulus Greene[1]
- Lupinus micranthus var. bicolor (Lindl.) S.Watson[1]
- Lupinus micranthus Douglas[2]
- Lupinus polycarpus Greene[2]
- Lupinus rostratus Eastw.[1]

Lupinus bicolor est une espèce de plantes à fleurs du genre des lupins et de la famille des Fabaceae.

## Liste des sous-espèces et variétés
Selon Catalogue of Life (11 avril 2019) :
- sous-espèce Lupinus bicolor subsp. bicolor
- sous-espèce Lupinus bicolor subsp. marginatus
- sous-espèce Lupinus bicolor subsp. microphyllus
- sous-espèce Lupinus bicolor subsp. pipersmithii
- sous-espèce Lupinus bicolor subsp. tridentatus
- sous-espèce Lupinus bicolor subsp. umbellatus

Selon The Plant List (11 avril 2019) :
- sous-espèce Lupinus bicolor subsp. microphyllus (S.Watson) D.B.Dunn
- sous-espèce Lupinus bicolor subsp. pipersmithii (A.Heller) D.B.Dunn
- sous-espèce Lupinus bicolor subsp. umbellatus (Greene) D.B.Dunn
- variété Lupinus bicolor var. trifidus (S. Watson) C.P. Sm.

Selon Tropicos (11 avril 2019) (Attention liste brute contenant possiblement des synonymes) :
- sous-espèce Lupinus bicolor subsp. bicolor
- sous-espèce Lupinus bicolor subsp. marginatus D.B. Dunn
- sous-espèce Lupinus bicolor subsp. microphyllus (S. Watson) D.B. Dunn
- sous-espèce Lupinus bicolor subsp. pipersmithii (A. Heller) D.B. Dunn
- sous-espèce Lupinus bicolor subsp. tridentatus (Eastw. ex C.P. Sm.) D.B. Dunn
- sous-espèce Lupinus bicolor subsp. umbellatus (Greene) D.B. Dunn
- variété Lupinus bicolor var. bicolor
- variété Lupinus bicolor var. micranthus B. Boivin
- variété Lupinus bicolor var. microphyllus (S. Watson) C.P. Sm.
- variété Lupinus bicolor var. pipersmithii (A. Heller) C.P. Sm.
- variété Lupinus bicolor var. rostratus (Eastw.) D.B. Dunn
- variété Lupinus bicolor var. tetraspermus C.P. Sm.
- variété Lupinus bicolor var. tridentatus Eastw. ex C.P. Sm.
- variété Lupinus bicolor var. trifidus (S. Watson) C.P. Sm.
- variété Lupinus bicolor var. umbellatus (Greene) C.P. Sm.